# Hugo Distler
Hugo Distler (Norimberga, 24 giugno 1908 – Berlino, 1º novembre 1942) è stato un organista e compositore tedesco.
Dal 1931 fu organista a Lubecca; fu virtuoso strumentista e compositore di musica sacra e neobarocca. Nel 1933 entrò a far parte dell'NSDAP.
Morì suicida a Berlino.